# Expansionismus
Expansionismus ist die Überzeugung, die eigenen Interessen nur durch Ausdehnung des eigenen Einflussbereichs sinnvoll vertreten zu können. Der Begriff wird sowohl auf Nationen als auch auf Wirtschaftsmächte (Konzerne, Banken etc.) angewandt. Expansionismus berücksichtigt die Belange derer, die von den Expansionsbestrebungen schließlich betroffen sind, nicht oder nur sekundär, insoweit es für die eigenen Interessen schädlich oder nützlich ist.